# Муратсай (Бокейординский район)
Муратсай (каз. Мұратсай) — село в Бокейординском районе Западно-Казахстанской области Казахстана. Административный центр Муратсайского сельского округа. Находится примерно в 62
км к северо-востоку от села Сайхин. Код КАТО — 275439100.

## Население
В 1999 году население села составляло 960 человек (492 мужчины и 468 женщин). По данным переписи 2009 года, в селе проживало 860 человек (424 мужчины и 436 женщин).